# 法袍
法袍，為法官、書記官、檢察官、公證人、公設辯護人、通譯、專利師以及律師等法律工作者於開庭時所著之服裝。

## 中華民國

### 法規依據
中華民國有關於司法人員執行庭務時，所穿著法袍的依據是《法院組織法》第96條第2項授權制定的《法官、檢察官、公設辯護人、律師及書記官服制規則》。

### 法袍樣式

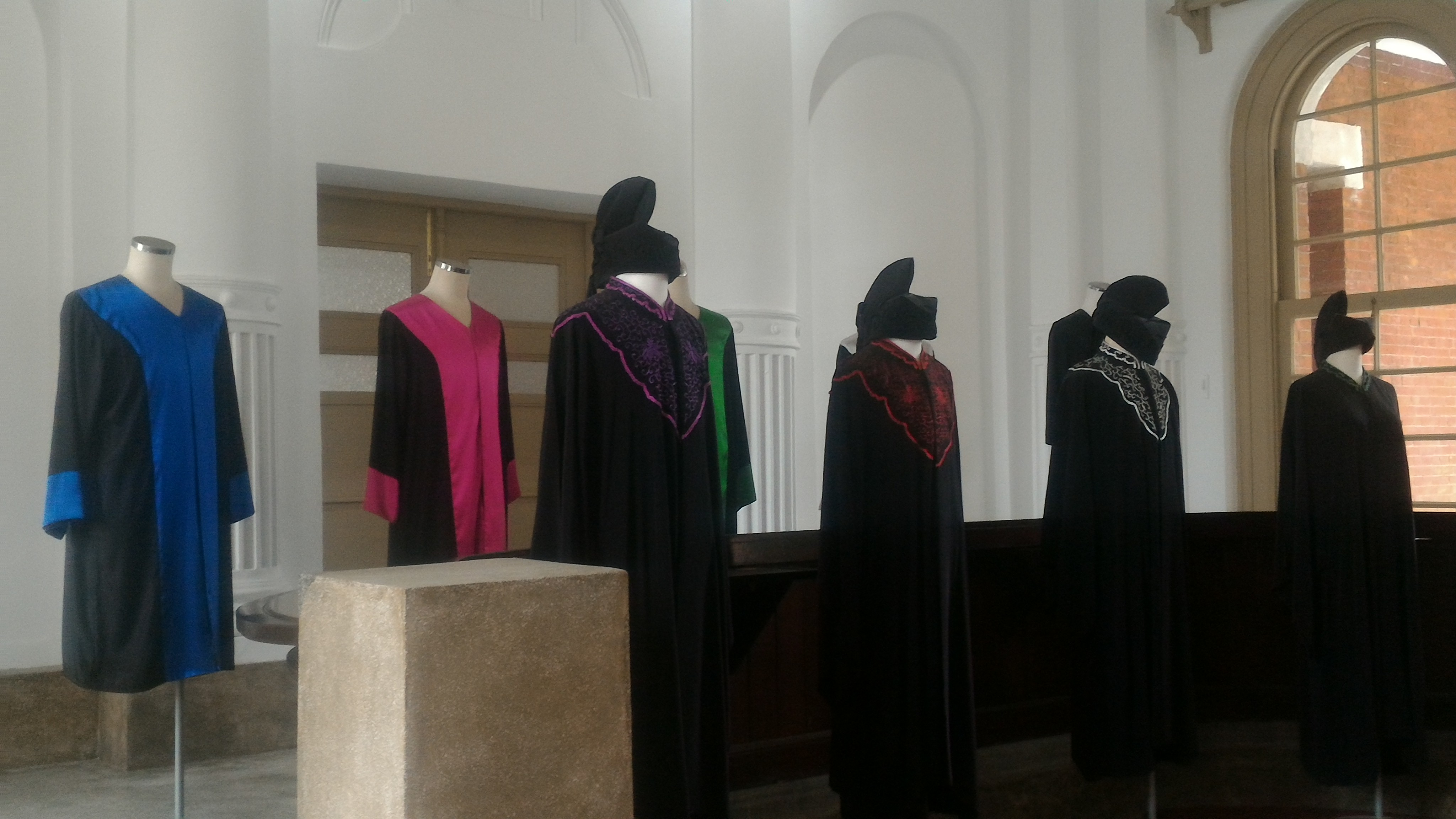
臺灣不同時期的法袍，前排為日治時期，後排則為現行法袍。

中華民國現行的法袍均為鑲邊黑袍，依身分使用不同顏色，如：
- 大法官－心形領、寬袖、黑色長袍，外罩紫紅色肩衣
- 法官－鑲藍邊
- 檢察官－鑲紫邊(刑事訴訟庭出現)
- 律師－鑲白邊
- 書記官－鑲黑邊
- 通譯－鑲淡咖啡色邊
- 公設辯護人－鑲綠邊
- 專利師－鑲黃邊
- 公證人－鑲紅邊(公證結婚時使用，不會在訴訟法庭中出現)

## 中华人民共和国
中華人民共和國現行的法袍為黑色散袖口式長袍。搭配紅色前襟配有裝飾性金黃色領扣。早期法袍沿襲了肩章和大沿帽等軍事色彩較濃的裝飾，與軍警制服相當類似。
1. ↑  . www.chinacourt.org.   [2021-10-05]. （原始内容存档于2021-10-05）.